# Джварі (місто)
Джва́рі (груз. ჯვარი, у перекладі — Хрест) — місто на заході Грузії.
Розташоване на річці Інгурі, кінцева станція на залізниці від Зугдіді (за 28 км).
Поблизу Джварі — Інгурська ГЕС. Видобуток мармуру.